# Trevor Storton
Trevor Storton (26 de novembro de 1949 - 23 de março de 2011) foi um futebolista inglês que atuava como zagueiro.